# Circuito de Navarra
El circuito de Navarra es un circuito de velocidad situado en las cercanías de Los Arcos (Navarra) que se inauguró el 19 de junio de 2010 con la presentación de la MotoGP Inmotec GPI 10 y su primera prueba nacional se disputó el 31 de julio.

## Historia
La génesis del circuito comenzó en 2007 como la iniciativa privada de Grupo Samaniego. Más tarde el Gobierno de Navarra, a través de la empresa pública Sociedad de Promoción de Inversiones e Infraestructuras de Navarra (SPRIN), pasó de tener una parte minoritaria del control de la empresa (45 %) que gestionaba el circuito a poseer el 95 % del capital. La adjudicación de las obras de construcción del circuito a Samaniego Construcciones S.L. se realizó 17 días antes de que la Administración pasara a controlar la empresa Circuito de Los Arcos S.L. Esto ocurrió porque Grupo Samaniego no podía hacer frente a los pagos de la financiación requerida, y tal como había sido acordado con anterioridad, SPRIN adquirió 50 % del capital. 
La primera prueba internacional en el año 2010, fue la celebración de la Superleague Formula y la Campeonato Mundial de GT1 los días 23 y 24 de octubre. El circuito se mantuvo en buen estado de salud deportiva a nivel de pruebas europeas hasta 2015, posteriormente éstas dejaron de acudir. Esto coincidió con el arrendamiento del mismo a la empresa privada los Arcos Motorsport, que tras la pandemia renunció a seguir llevando el circuito. Tras un cambio de imagen corporativa, a finales de 2022 la propiedad del circuitos se vende al organizador inglés Motorsport Vision por 7 millones de euros.
Durante 2024 MSV realiza unas obras de cambio y mejora del trazado principal, consistentes en suavizar la curva 6 y un nuevo segundo sector que elimina la curva once alargando la recta y finalizándola con una horquilla, para posteriormente crear dos curvas rápidas derecha-izquierda sustituyendo a la actual curva 12. Con estos cambios el nuevo trazado pasa a medir 4,3 km.

## Datos técnicos
Circuito de Velocidad,
Homologaciones:
- FIA Grado 2.

Trazado principal usado hasta 2024.

- FIM Nivel B (no vigente actualmente)

Longitud total:: 3933 m., con posibilidad de dos variantes de 2672 m. y 1332 m. con paddock independiente de 1920 m².
Anchura de trazado: 15 m en recta principal y 12 m en el resto de la pista.
Recta principal: 800 m.
Curvas: 15. Repartidas 6 a la izquierda y 9 a la derecha.
Zona Karting
- Longitud total eje trazado permanente: 731 m.
- Longitud trazado eventual: 995 m.
- Anchura: 10 m en recta principal y 8 m en el resto de pista.
- Paddock: 7500 m².
- Iluminación permanente.

Pista Deslizante y Educación Vial
- Superficie total: 14 000 m².
- Longitud de trazado: 950 m.
- Anchura trazado: 6 m de calle, más 3 m de banda exterior de seguridad y 1 m de banda interior (hormigón rugoso).
- Círculo de desrapaje: 40 m de diámetro (hormigón pulido)
- Sistema de riego por aspersión en toda la superficie con distema de recuperación de agua.

### Instalaciones
Torre de Control

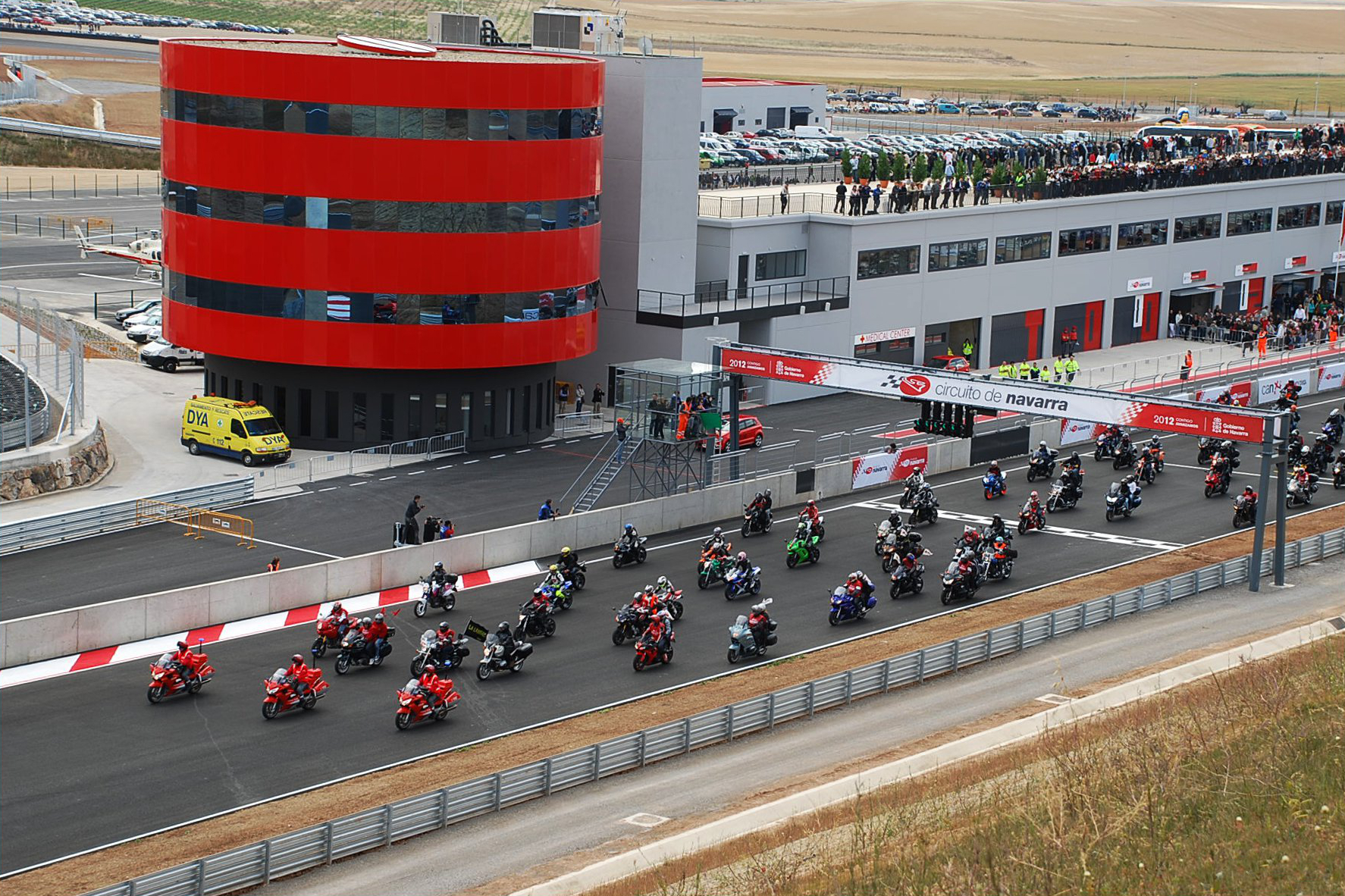
Torre de Control.

- Oficinas comerciales y administrativas.
- Race Control con Circuito Cerrado de TV (CCTV) y Autotracking.
- Cronometraje con sistema AMB.
- Megafonía y Speaker.
- 2 salones vip de 300 m² cada uno para eventos y patrocinadores.

Garajes
- 32 garajes de 105 m² (7 x 15 m).
- 8 Oficinas deportivas y 2 salas de reuniones.
- Salas de Briefing, Prensa y salón de cáterin.
- Cafetería con terraza sobre PitLane.
- 17 Palcos vip de 63 m²/u. con terraza sobre pitlane.
- Terraza principal de 3800 m².
- Centro médico con unidad de quemados.

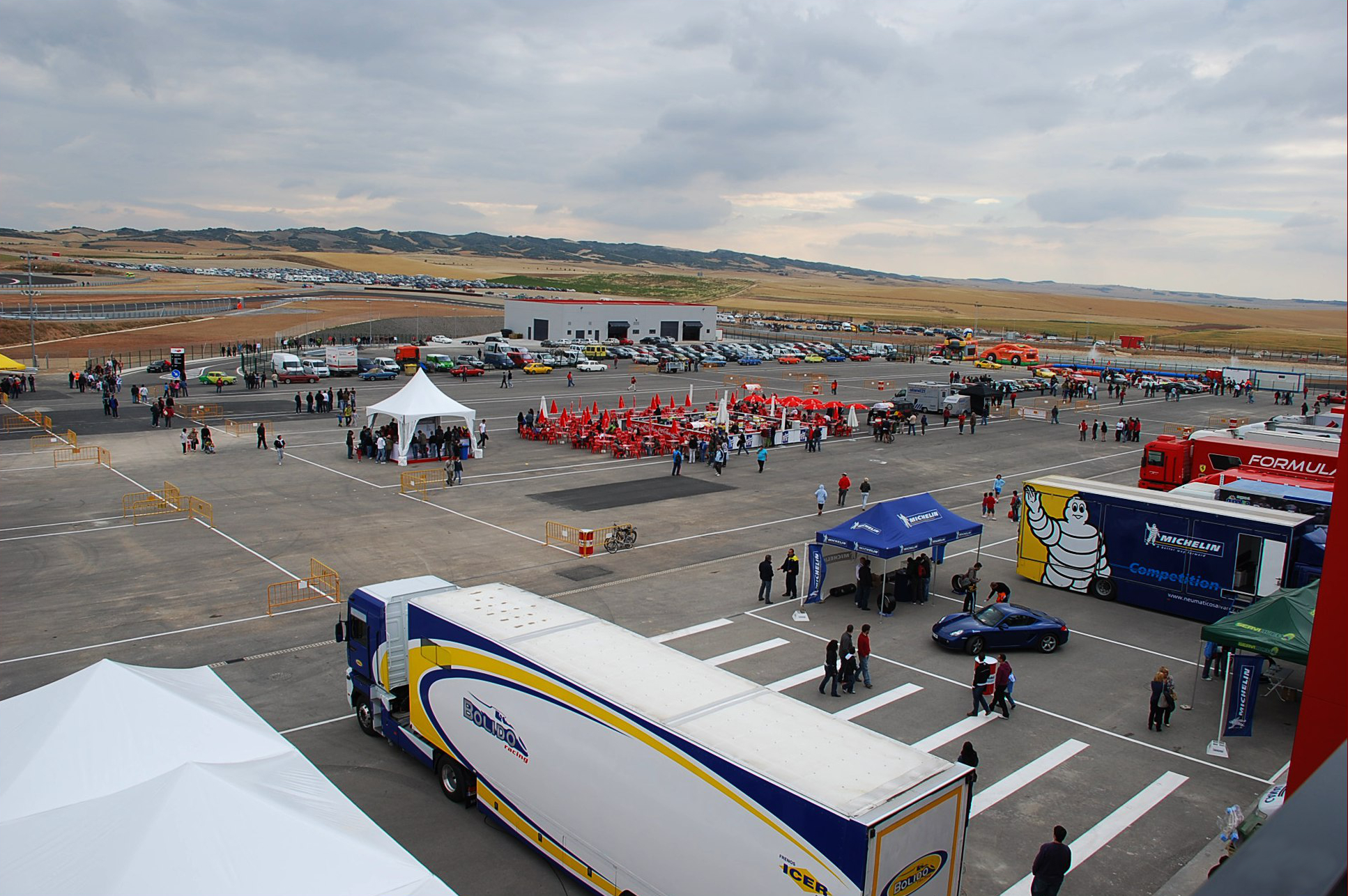
Paddock.

Parque
- 41 000 m² de paddock principal.
- Tomas de agua, energía, saneamiento e iluminación.

Otros,
Además el Circuito cuenta con los siguientes servicios:
- Sede Social con salón multiusos-
- Edificio taller/almacén/garaje de 800 m².
- Helipuerto.
- Tribuna permanente en recta principal para unos 1000 espectadores.
- Pelousse de 100 000 m² con 3 zonas de servicios para carpas, bares, aseos, etc.
- Zonas de aparcamiento en pelouse, zona exterior y sede social.